# Калдіргоч (циркова труппа)
Зразкова циркова трупа "Калдіргоч" (Ластівка) - заснована в 1981 році, розташована в місті Янгіюль Ташкентської області Узбекистану. 

## Історія трупи
Циркова трупа "Калдіргоч" (Ластівка) заснована 1981 року при відділі культури Янгіюльского району, стала лауреатом Всесоюзних конкурсів, лауреатом премії Ленінського комсомолу Ташкентської області, на республіканських оглядах-конкурсах чотири рази завойовувала перше місце, двічі посіла друге місце.  
Художній керівник циркової трупи Дарвішбек Рахмонов творець численних оригінальних циркових постановок, виховав десятки учнів. Колишні вихованці циркової трупи "Калдіргоч" Туйчі Таджібаев (Туйчі Хан), Зухра Парпіева (Таджібаева), Азамат Махкамов, Бахтіяр Таджібаев, К.Жабборова, Олександр Сорокін і багато інших успішно виступають зі своїми номерами на великій арені в професійних цирках багатьох країн світу.  
У книзі С.Гайіповой, Й.Таджібаева, Мустафа «Нові досягнення Янгіюлі» видана у 2002 році, на стор.68, на обкладинці та інших сторінках розміщені 6 кольорових фотографій циркової трупи «Калдіргоч» та її керівника. Крім цього, про зразкову циркову трупу «Калдіргоч» та її керівника вийшли понад сто статей у газетах і журналах, їх виступи транслювалися у десятках телепередач Узбецького телебачення. За Указом Президента Республіки Узбекистан від 26 серпня 2002 художній керівник циркової трупи "Калдіргоч" Дарвішбек Рахмонов був нагороджений медаллю «Шухрат» (Слава) за великий внесок у розвиток мистецтва та культури Узбекистану. 

## Циркова династія
Діти Дарвішбека Рахмонова Хуршид, Хулкарой, Умід, Мухсіна працюють в цирковій трупі "Калдіргоч". Син Умід у п'ятирічному віці був наймолодшим еквілібристом у світі, у 6 років він став переможцем Республіканського телевізійного конкурсу. Рахмонови є цирковою династією Узбекистану. 

## Нагороди
- Медаль «Шухрат»
- Лауреат Всесоюзних конкурсів
- 1986 році Лауреат премії Ленінського комсомолу Ташкентської області
- На республіканських оглядах-конкурсах чотири рази завоювала перше місце, два рази посіла друге місце.